# 8. Nemzetközi Fizikai Diákolimpia
A 8. Nemzetközi Fizikai Diákolimpiát (1975) az NSZK-ban, Güstrowban rendezték 1975. július 9-11-én. Kilenc ország negyvenöt versenyzője vett részt.
A magyar csapat egy I. díjat (aranyérmet), két II. díjat (ezüstérmet) és két III. díjat (bronzérmet) szerzett, ezzel 3. lett az országok közötti pontversenyben. 

(Az elérhető maximális pontszám: 5×50=250 pont volt)

## Országok eredményei pont szerint
|    | Ország        | Pont | Arany | Ezüst | Bronz |
| -- | ------------- | ---- | ----- | ----- | ----- |
| 1. | NDK           | 186  | 3     | 1     | 1     |
| 2. | Szovjetunió   | 176  | 1     | 2     | 2     |
| 3. | Magyarország  | 171  | 1     | 2     | 2     |
| 4. | Lengyelország | 164  | 1     | 0     | 4     |
| 5. | Csehszlovákia | 146  | 1     | 1     | 2     |
| 6. | Franciaország | 144  | 1     | 0     | 2     |
| 7. | Bulgária      | 109  | 0     | 0     | 0     |
| 8. | NSZK          | 97   | 0     | 0     | 0     |

## A magyar csapat
A magyar csapat tagjai voltak:
| Név              | Iskola                            | Város     | Pontszám | Díj   |
| ---------------- | --------------------------------- | --------- | -------- | ----- |
| Schmidt József   | Dobó Katalin Gimnázium            | Esztergom |          | Arany |
| Faragó Béla      | Batsányi János Gimnázium          | Csongrád  |          | Ezüst |
| Szép Jenő        | Veres Pálné Gimnázium             | Budapest  |          | Ezüst |
| Györgyi Géza     | Fazekas Mihály Gyakorló Gimnázium | Budapest  |          | Bronz |
| Virosztek Attila | Verseghy Ferenc Gimnázium         | Szolnok   |          | Bronz |